# 大場新太郎
大場 新太郎（おおば しんたろう、1941年1月28日 - ）は、日本の建築工学・構造工学者。工学博士（大阪大学）。大阪工業大学名誉教授。元日本建築学会代議員。元地盤工学会関西支部評議員。
専門は、建築構造（特に地盤工学・地震工学）・建築工学（特に寺塔）、建築材料（コンクリート工学・木造）。

## 経歴
1963年大阪工業大学工学部建築学科卒業。1967年同大学建築学科助手。1972年同学科講師を経て、1984年大阪大学より工学博士の学位を取得。
1984年大阪工業大学工学部建築学科助教授。1989年同学科教授、2001年工学部長。2005年大阪工業大学名誉教授。大阪工業大学工学部建築学科にて30年以上の長きにわたり教鞭を執り、同大学法人グループの広島国際大学教授も務めた。
主な所属学会は、日本建築学会、地盤工学会、日本地震工学会、土木学会。主な著書は、鉄筋コンクリート構造（共著、森北出版1985、学術書）。

## 主な研究
- 建築構造物応答の広域観測技術の確立と設計用地震動評価への適用 - 京都大学防災研究所との共同研究[3]
- 鉄筋コンクリート(RC)構造について：建築構造・建築材料
- 地震時における地盤-基礎相互作用モデルのばね定数の評価[4]：大成建設との共同研究
- 「木造多層塔の振動特性」『日本建築学会構造系論文集』第67巻第559号、日本建築学会、2002年、47-54頁、doi:10.3130/aijs.67.47_1、ISSN 1340-4202。（大場新太郎, 木下顕宏）- 淺沼組との共同研究
- 「五重塔の耐震性」『Journal of The Adhesion Society of Japan』第45巻第5号、日本接着学会、2009年、178-183頁、doi:10.11618/adhesion.45.178、ISSN 0916-4812。（大場新太郎）
- 「2054 薬師寺三重塔の振動性状について(構造)」『日本建築学会近畿支部研究報告集. 構造系』第38号、日本建築学会、1998年5月、225-228頁、ISSN 13456660。（大場新太郎, 石富かおり, 井上恵子）
- 大阪湾岸埋立地盤の地震動特性に関する研究[5]
- 兵庫県南部地震前・後における集合住宅の固有振動数の変化 - 「Changes in Natural Frequency of Apartment Buildings Before and After the Hyogoken-Nanbu Earthquake」（12th World conference on Earthquake Engineering, ニュージーランド）
- 「21108 兵庫県南部地震前後の表層地盤の剛性の変化」『学術講演梗概集. B-2構造II振動原子力プラント』第1998号、日本建築学会、1998年7月、215-216頁、ISSN 13414461。（大場新太郎, 中嶋友和）
- メキシコ地震 (1985年)災害調査-地盤と地震動特性からみた建物の被害
- アジアのストゥーパの基本型と木造多層塔の動的性質に関する研究

NPO木の建築フォラム、防災科学技術研究所主催の「五重塔1/5模型振動台公開実験とシンポジウム 〜五重塔の耐震性の謎に迫る」2006で構造工学の専門家として、パネルディスカッションを行っている。